# 이한우 (조선)
이한우(李漢雨, 1823년 ~ 1881년)은 조선 후기 제주 출신의 문인이다. 본관은 전주, 자는 차문(次文), 호는 매계(梅溪), 초명은 이한진(李漢震)이다.

## 생애
아버지가 서당을 열었기 때문에 어려서부터 쉽게 공부를 할 수 있었다. 향시에 합격하여 여러 차례 전시에 응시하였으나 이미 부패한 조선 후기 시절이라 시골 선비가 급제할 가능성은 거의 없었고, 결국 과거를 포기하고 귀향하였다. 고향에서 독서에 몰입하여 천문·산경·지리·병서 등에 통달하였으며, 특히 시에 능하였다. 1853년, 당시 제주 목사 목인배는 그의 글을 보고 ‘남국산두(南國山斗, 남국의 태산이요 북두칠성)’라고 극찬하기도 했다. 당시 유배와 있던 김정희와 제주 문인 오태직, 김용징 등과 교류하였고, 안달삼, 김희정, 이계징, 고영흔 등 많은 제자를 길러냈다.
1862년 진주에서 대규모 민란이 일어나 조정에서 삼정책문을 전국에 내리자 이한우도 삼정책을 올렸다. 제주에서 1862년 10월 강제검, 김흥채 등이 민란을 일으키자 1863년 창의 격문을 지어 유림에게 돌려 자신의 충의를 세상에 알렸다. 1873년 제주에 유배된 최익현과 만나 우국충정에 대하여 의견을 나누기도 하였다.
제주에서 경관이 뛰어난 10곳을 선정하여 영주십경이라 하고 시로 읊었다. 저서로는 《매계선생문집》(梅溪先生文集)이 있다.

## 참고 자료
- 이한우[깨진 링크(과거 내용 찾기)] - 디지털제주시문화대전